# Rukometni Klub Partizan Belgrade
Maillots
Ne pas confondre avec RK Étoile rouge de Belgrade ni ŽRK Radnički Belgrade.
Le RK Partizan Belgrade (Rukometni Klub Partizan, serbe : Рукометни клуб Партизан) est la section handball du club omnisports du Partizan Belgrade. Il est basé à Belgrade en Serbie.

## Palmarès

### Compétitions nationales
Le club a successivement évolué en Yougoslavie jusqu'en 1992, en République fédérale de Yougoslavie entre 1992 et 2003 devenu Serbie-et-Monténégro entre 2003 et 2006 et enfin en Serbie depuis 2006 :
- Championnats nationaux (10) :
  -  Championnat de RF Yougoslavie/Serbie-et-Monténégro (6) : 1993, 1994, 1995, 1999, 2002, 2003
    - Vice-champion en 1996, 2004, 2006

  -  Championnat de Serbie (4) : 2009, 2011, 2012, 2025
    - Vice-champion en 2007, 2013, 2021, 2022, 2023

- Coupes nationales (12) :
  -  Coupe de Yougoslavie (3) : 1959, 1966, 1971
  -  Coupe de RF de Yougoslavie (4) : 1993, 1994, 1998, 2001
  -  Coupe de Serbie (5) : 2007, 2008, 2012, 2013, 2024

- Supercoupes nationales (3) :
  -  Supercoupe de Serbie (3) : 2009, 2011, 2012

### Compétitions internationales
- Demi-finaliste de la Coupe des vainqueurs de coupe (C2) en 1999 et 2002
- Demi-finaliste de la Coupe Challenge (C4) en 2011

## Personnalités liées au club
Parmi les joueurs ayant évolué au club, on trouve :
- Mladen Bojinović : de 1995 à 1999
- Zoran Đorđić : de 1992 à 1993
- Nikola Eklemović (en) : de 1993 à 1996 (formé au club)
- Nemanja Ilić : de 2010 à 2013
- Uroš Kojadinović : de 2021 à 2024
- Miloš Kostadinović : depuis 2009
- Dejan Lukić : jusqu'en 1991
- Vladimir Osmajić : de 2002 à 2003
- Bogdan Radivojević : de 2001 à 2011
- Ivan Stanković : de 1999 à 2004
- Alem Toskić : de ? à 2005

Parmi les entraîneurs du club, on trouve :
- Branislav Pokrajac : en 2006